# Limnotilapia dardennii
Limnotilapia dardennii (Boulenger, 1899), unica specie del genere Limnotilapia, è un pesce d'acqua dolce appartenente alla famiglia Cichlidae, sottofamiglia Pseudocrenilabrinae.

## Distribuzione e habitat
Questa specie è endemica del lago Tanganica, dove predilige fondali sabbiosi. Gli esemplari giovanili prediligono acque costiere con fondale fangoso, gli adulti si spingono in acque più profonde.

## Descrizione
L. dardennii presenta un corpo allungato e robusto, compresso ai fianchi, con occhi grandi e muso prominente. La pinna dorsale è allungata, retta da raggi robusti, la caudale è a delta, mentre le altre pinne sono trapezoidali e le pinne ventrali sono allungate e appuntite. La livrea vede un fondo grigio argenteo con ampie chiazze sfumate brune e riflessi azzurro metallico. Dal dorso e dalla fronte scendono fasce verticali nere che raggiungono il centro del corpo. Le pinne pettorali e l'anale sono giallo arancio. I maschi nel periodo riproduttivo hanno ventre giallo vivo, gola arancione e pinne ventrali gianno arancio.

Raggiunge una lunghezza massima di 26 cm.

## Riproduzione
Il periodo della riproduzione cade tra marzo e maggio. 

## Predatori
È preda abituale dei ciclidi predatori Perissodus microlepis e Plecodus straeleni.

## Alimentazione
L. dardennii si nutre prevalentemente di detriti, piante acquatiche e alghe.

## Acquariofilia
Questa specie, non molto diffusa in commercio, è allevata dagli appassionati di ciclidi africani.